# Duncan Gregg
Duncan Smith Gregg (* 28. Februar 1910 in Lamar, Colorado; † 14. Februar 1989 in Berkeley, Kalifornien) war ein US-amerikanischer Ruderer.
Der 1,93 m große Gregg war bis zu seinem Abschluss 1934 Mitglied des Achters der Golden Bears, des Sportteams der University of California, Berkeley. Der Achter siegte 1932 und 1934 bei den Meisterschaften der Intercollegiate Rowing Association und qualifizierte sich 1932 auch für die Olympischen Spiele in Los Angeles. Im Vorlauf der Olympischen Regatta gewann der Achter mit vier Sekunden Vorsprung auf das Boot aus Kanada. Im Finale führte lange der italienische Achter, der im Ziel zwei Zehntelsekunden Rückstand auf das kalifornische Boot hatte, Bronze ging an die Kanadier.
Gregg studierte Bauingenieurwesen, später war er Manager bei einer Aluminiumfirma. Zwei seiner Söhne und eine Enkelin ruderten später ebenfalls bei nationalen Meisterschaften für die Golden Bears.